# Vrouwendroom
Vrouwendroom (Zweeds: Kvinnodröm) is een Zweedse dramafilm uit 1955 onder regie van Ingmar Bergman.

## Verhaal
Een modeontwerpster en een fotomodel gaan naar de stad voor een fotosessie. Beiden hebben ze er een ontmoeting met een man en hun ontmoetingen worden beïnvloed door een andere vrouw.

## Rolverdeling
| Acteur              | Personage        |
| ------------------- | ---------------- |
| Eva Dahlbeck        | Susanne Frank    |
| Harriet Andersson   | Doris            |
| Gunnar Björnstrand  | Otto Sönderby    |
| Ulf Palme           | Henrik Lobelius  |
| Inga Landgré        | Mevrouw Lobelius |
| Benkt-Åke Benktsson | Magnus           |
| Sven Lindberg       | Palle            |
| Kerstin Hedeby      | Marianne         |